# Collection (Scott Henderson-album)
A Collection Scott Henderson amerikai gitáros első válogatásalbuma, amelyet 2007. április 24-én adott ki a Tone Center. Az albumon néhány Tribal Tech-es és Vital Tech Tones-os szám is szerepel, amik Henderson volt zenekarai voltak.

## Számlista
Az összes szám szerzője Scott Henderson. 
| 1.    | Lola Fay              |                  | 6:24 |
| 2.    | Space Camel           | Tribal Tech      |      |
| 3.    | Lady P                |                  | 7:14 |
| 4.    | Sultan's Boogie       |                  | 6:30 |
| 5.    | Song Holy Hall        | Tribal Tech      |      |
| 6.    | Clinic Troll          | Tribal Tech      |      |
| 7.    | Hillbilly In The Band |                  | 5:06 |
| 8.    | Slidin'               |                  |      |
| 9.    | Snake Soda            | Vital Tech Tones |      |
| 10.   | Thick                 | Tribal Tech      |      |
| 11.   | Nairobe Express       | Vital Tech Tones |      |
| 68:00 |                       |                  |      |

## Közreműködők
- Scott Henderson – gitár
- Kirk Covington – dob és ének
- John Humphrey – basszusgitár
- Gary Willis – basszusgitár
- Scott Kinsey – billentyűs hangszerek
- John Humphrey – basszusgitár
- Steve Smith – dob
- Victor Wooten – basszusgitár

## Külső hivatkozások
- Hivatalos oldal (angolul)